# Episodi di Squadra speciale Lipsia (ventesima stagione)
La ventesima stagione della serie televisiva Squadra speciale Lipsia è stata trasmessa in anteprima in Germania dalla ZDF tra il 18 ottobre 2019 e il 14 febbraio 2020.
| nº       | Titolo originale                  | Titolo italiano | Prima TV Germania | Prima TV Italia |
| -------- | --------------------------------- | --------------- | ----------------- | --------------- |
| 1        | Familienteufel                    |                 | 18 ottobre 2019   |                 |
| 2        | Der Mann, der zwei Bier bestellte |                 | 25 ottobre 2019   |                 |
| 3        | Mord im Klassenzimmer             |                 | 1º novembre 2019  |                 |
| Speciale | Der vierte Mann                   |                 | 8 novembre 2019   |                 |
| 4        | Crystal                           |                 | 15 novembre 2019  |                 |
| 5        | Trompetenbauer                    |                 | 22 novembre 2019  |                 |
| 6        | Die Königin vom Schwanenteich     |                 | 29 novembre 2019  |                 |
| 7        | Zur goldenen Jutta                |                 | 6 dicembre 2019   |                 |
| 8        | Ein anständiges Leben             |                 | 13 dicembre 2019  |                 |
| 9        | Der Rattenfänger                  |                 | 27 dicembre 2019  |                 |
| 10       | Tiefer Fall                       |                 | 10 gennaio 2020   |                 |
| 11       | Schmetterlingstage, Monstertage   |                 | 24 gennaio 2020   |                 |
| 12       | Geschwister                       |                 | 31 gennaio 2020   |                 |
| 13       | Lebenslügen                       |                 | 7 febbraio 2020   |                 |
| 14       | Im Auge des Gesetzes              |                 | 14 febbraio 2020  |                 |